# Glock 39
La Glock 39 è una pistola semiautomatica prodotta dall'austriaca Glock.
Incamerata in .45 GAP è la versione "subcompact" della Glock 37, ancora più piccola della già compatta Glock 38 La Glock 37 è una versione leggermente più grande della Glock 17, ideata per avere un'arma di prestazioni simili alla Glock 21 in .45 ACP senza averne le dimensioni ed il peso. Ha la rigatura interna poligonale esaedrica, non ottaedrica come le Glock in .45 ACP (Glock 21, Glock 30 e Glock 36) pur avendo lo stesso calibro.